# El Paraíso, Honduras
El Paraíso är en ort i Honduras.   Den ligger i departementet El Paraíso, i den södra delen av landet, 70 km öster om huvudstaden Tegucigalpa. El Paraíso ligger 804 meter över havet och antalet invånare är 18 779.
Terrängen runt El Paraíso är kuperad. Runt El Paraíso är det tätbefolkat, med 459 invånare per kvadratkilometer. Närmaste större samhälle är Danlí, 18,8 km norr om El Paraíso. Omgivningarna runt El Paraíso är en mosaik av jordbruksmark och naturlig växtlighet.